# تپه استوج
تپه استوج مربوط به دوره ساسانیان -قرون میانه دوران‌های تاریخی پس از اسلام است و در شهرستان ساوه، بخش مرکزی، دهستان قره چای، روستای استوج واقع شده و این اثر در تاریخ ۱۸ اسفند ۱۳۸۷ با شمارهٔ ثبت ۲۵۰۳۰ به‌عنوان یکی از آثار ملی ایران به ثبت رسیده است.